# 今村繁三

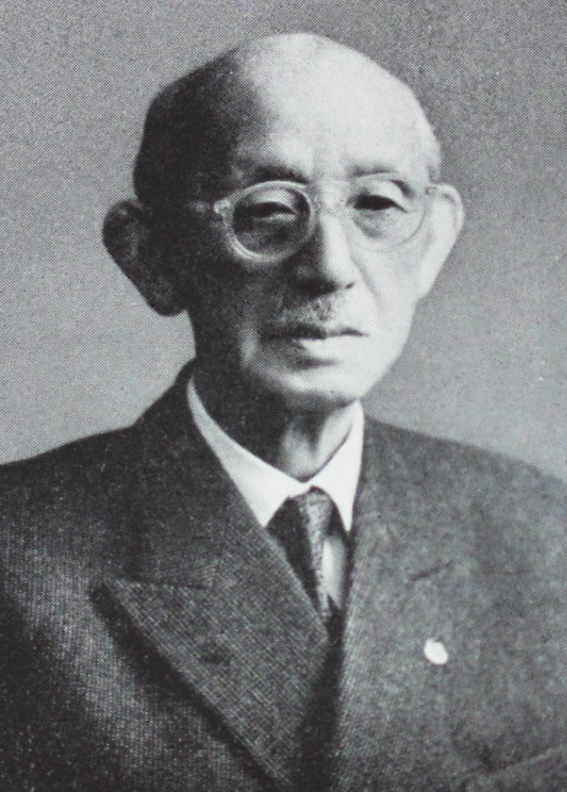
今村繁三

今村 繁三（いまむら しげぞう、1877年（明治10年）1月23日 - 1956年（昭和31年）4月19日）は、日本の銀行家。

## 略歴
相場で財を成した実業家、今村清之助の次男として生まれる。東京高等師範学校附属中学に学び、英国ケンブリッジ市にある全寮制パブリックスクール リース校 (The Leys School) に留学した。この学校は『チップス先生さようなら』のモデルとなった名門で、チャペルには後に今村らが寄付したことを記念して彼らの名前を記したステンドグラスが残っている。また、皇太子時代の昭和天皇が訪問したことでも知られる。
1899年に英国トリニティ・カレッジ (ケンブリッジ大学)に進学し、1902年に文学士の学位を受ける。父親が亡くなったため帰国し、20代半ばで莫大な財産を相続、父の残した今村銀行を引き継ぐ。今村銀行頭取、汽車製造株式会社取締役として、高輪のアトリエ付きの豪邸に居住した。旧制中学の同窓にあたる中村春二が始めた成蹊園を岩崎小弥太とともに財政的に支援し、また、画家のパトロン（中村彝や曾宮一念など）、花柳界の遊び人としても名を馳せたが、銀行の経営が悪化し、世界恐慌のあおりも受けて没落。邸宅を売り払い、所有していた美術品などを売りながら78歳まで生きた。墓所は谷中霊園。
尚、現在の日立中央研究所（国分寺市）の場所は、今村繁三の別荘であった。同敷地内には、小金井市、三鷹市、調布市、狛江市、世田谷区まで続く、野川の源流もある。晩年、国分寺市に住んでいた頃、周辺にある本町南町八幡神社（現在、穀豊稲荷大明神・子育弁財天のある神社）の敷地と旧社殿群は、彼の寄贈によるものである。また、父の今村清之助の出身地である南信州(出身は、現在の高森町)、飯田市天竜峡付近にある今村公園も彼の寄贈によるものである。

## 家族
父は、今村銀行（後の第一銀行）や角丸証券（現・みずほ証券）を創立した今村清之助。全国の鉄道会社の設立にあたり、鉄道王として有名。東京株式取引所の設立に尽力した一人でもある。姉のフミは三菱銀行頭取で初代会長の串田万蔵（串田孫一の父）の妻となり、井上保次郎の養子となった弟の井上周は東洋製糸社長となった。
- 妻：俊子 - 新田忠純の二女
- 長女：香代 - 桜井小太郎の次男・広一に嫁ぐ
- 次女：厚子 - 赤司鷹一郎の長男・嘉志和に嫁ぐ
- 三女：重子 - 中村博吉に嫁ぐ
- 四女：静子 - 原彪に嫁ぐ
- 五女：登世 - 渡辺義郎の次男・聖二に嫁ぐ
- 六女：真子 - 伊臣真の長男・第一郎に嫁ぐ
- 七女：八重子 - 小池国三の六男・義郎に嫁ぐ

## 経歴
- 1887年（明治20年） - 慶應義塾幼稚舎入学
- 1891年（明治24年）- 東京高等師範学校附属中学校（現・筑波大学附属中学校・高等学校）入学
- 1896年（明治29年）- 東京高師附属中学校卒業後、渡英しリース校（リース・スクール）に入学
- 1899年（明治32年）- リース校を卒業し、ケンブリッジ大学入学
- 1902年（明治35年）- ケンブリッジ大学卒業。父の清之助が病没し、26歳で今村銀行の頭取に就任
- 1906年（明治39年）- 成蹊学園の前身である成蹊園（学生塾）開設当初から中村春二を支援
- 1907年（明治40年）- 麒麟麦酒株式会社の発起人となり監査役となる
- 1919年（大正8年）- 成蹊学園理事
- 1935年（昭和10年）- 東京成蹊高等女学校理事長
- 1956年（昭和31年）4月19日- 78歳で逝去